# عمود تراجان
عمود تراجان (بالإنجليزية: Trajan's Column) (بالإيطالية: Colonna Traiana) هو عمود أثري روماني يقع في روما٫ إيطاليا. يمثل العمود انتصار الإمبراطور الروماني تراجان في الحروب التراجانية الداقية.
يغلب الظن أن العمود تم تنفيذه تحت إشراف المعماري أبولودور بدمشق بأمر مباشر من مجلس الشيوخ الروماني ، و يقع في ميدان تراجان بالقرب من هضبة كيرينال أحد هضبات روما السبع ، شمال المنتدى الروماني ، بعد إكماله في عام 113 م، أشتهر العمود القائم بذاته بمنحوتاته اللولبية، التي تمثل الحروب بين الرومان و الداقيين (101-102 و 105-106). وقد ألهم تصميمه العديد من أعمدة النصر، القديمة والحديثة على حد سواء.
يبلغ طول العمود حوالي 30 متراً ويصل إلى 35 متراً بالإضافة إلى المنصة العالية التي تحمله. مما يجعله أطول نصب تذكاري في العالم كعمود نصر روماني.

## معرض الصور

عرض مفصل للعمود من الجهة الشمالية(دقة عالية)
عرض مفصل للعمود من الجهة الشرقية(دقة عالية)
عرض مفصل للعمود من الجهة الجنوبية(دقة عالية)
عرض مفصل للعمود من الجهة الجنوب-غربية(دقة عالية)
عرض مفصل للعمود من الجهة الغربية والجنوب-غربية(دقة عالية)
عرض مفصل للعمود من الجهة الغربية(دقة عالية)
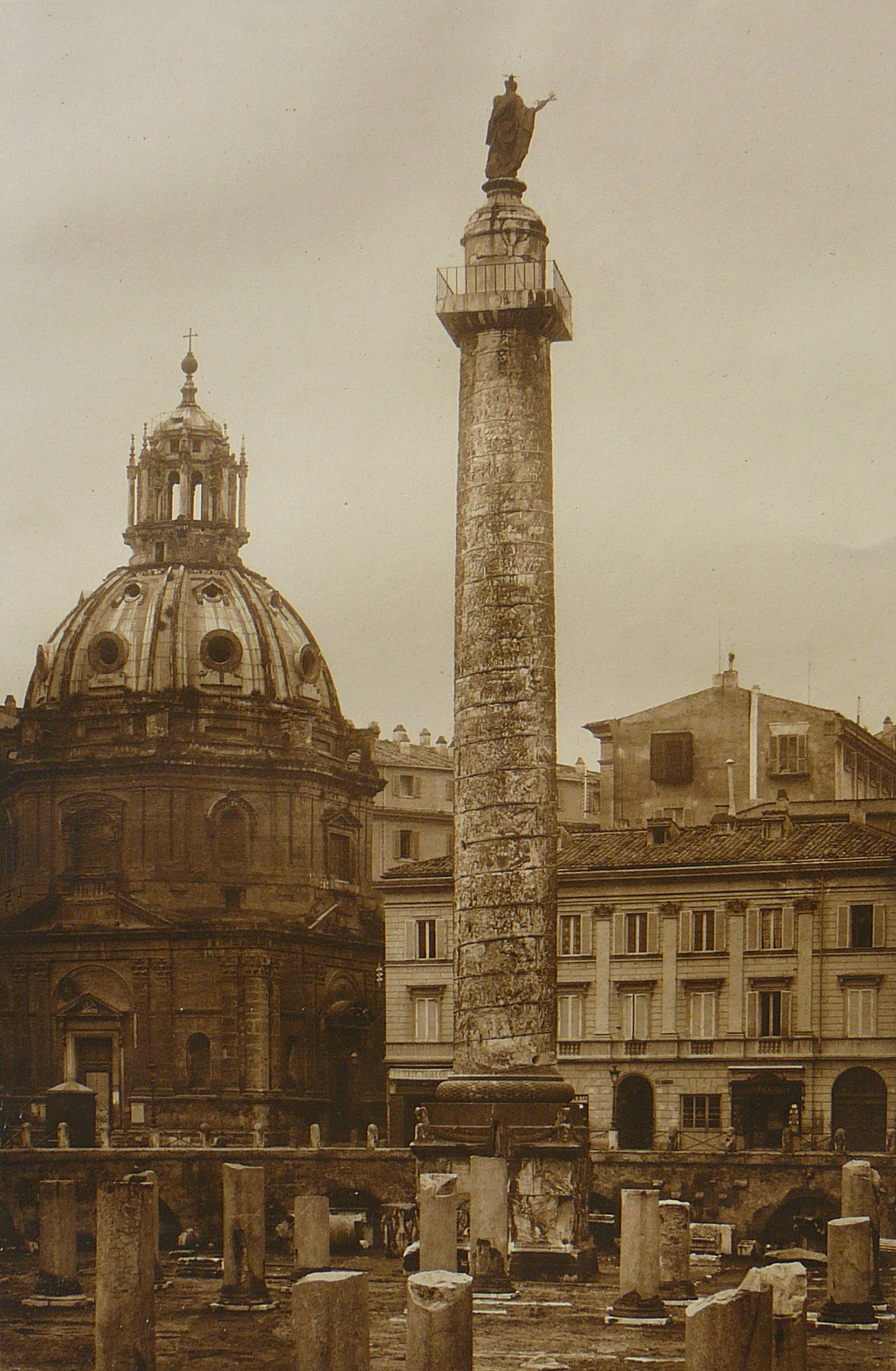
عمود تراجان حوالي العام 1896

## أعلام
- تراجان

## وصلات خارجية
- مجموعة كاملة من صور العمود مع نصوص بالإيطالية[وصلة مكسورة]
- وصف مفصل للعمود
- Extensive قاعدة بيانات صور العمود مع توضيحاتها